# The Gay Amigo
The Gay Amigo è un film del 1949 diretto da Wallace Fox.
È un western statunitense con Duncan Renaldo, Leo Carrillo e Armida. Fa parte della serie di film incentrati sul personaggio di Cisco Kid, eroe del West creato da O. Henry nel racconto The Caballero's Way del 1907.

## Produzione
Il film, diretto da Wallace Fox su una sceneggiatura di Doris Schroeder, fu prodotto da Philip N. Krasne per la Inter-American Productions e girato a Pioneertown, California, da fine luglio all'inizio di agosto 1948. Il titolo di lavorazione fu Adventures of the Cisco Kid.

## Distribuzione
Il film fu distribuito negli Stati Uniti dal 13 maggio 1949 al cinema dalla United Artists.
Altre distribuzioni:
- in Portogallo il 13 marzo 1950 (Dois ContraTodos)
- in Germania Ovest nel gennaio del 1956 (Cisco, der Banditenschreck)
- negli Stati Uniti (The Daring Rogue, in TV)

## Promozione
Le tagline sono:
- RIDING! FIGHTING! ROMANCING!...there;s only one man who's a match for any gang of blood-thirsty border bandits!
- SMASH! Trouble at the border and the one man to stop it is "The Cisco Kid"
- DANGER ON THE BORDER...as the West's fightingest hero and his faithful sidekick match brains and bullets with a bloodthirsty border gang!
- FOUL PLAY or GUN PLAY...whichever explodes...the man on top will be that romantic, fighting caballero...riding herd on any trouble!
- "CISCO" is SOCKO! as "The Gay Amigo"